# Angyali üdvözlet fatemplom (Belényeshegy)
A belényeshegyi Angyali üdvözlet fatemplom műemlékké nyilvánított épület Romániában, Bihar megyében. A romániai műemlékek jegyzékében a  BH-II-m-B-01117 sorszámon szerepel.